# Nati nel 1942/Dicembre
| Questa pagina contiene informazioni ricavate automaticamente dalle voci biografiche con l'ausilio del template Bio e di un bot. L'aggiornamento è periodico e automatico e ricostruisce completamente la pagina. Se manca una persona in questa lista, sei pregato di non aggiungerla, ma accertati piuttosto che la sua voce biografica contenga il template Bio e che i dati anagrafici siano correttamente compilati. Se il template Bio manca, inseriscilo tu stesso o, in alternativa, metti l'avviso {{tmp\|Bio}} che ne segnala la mancanza. Se i dati riportati sono sbagliati, correggi direttamente la voce biografica; le modifiche saranno visibili in questa lista entro pochi giorni. Per chiarimenti vedi il progetto biografie. La lista contiene solo le 244 persone che sono citate nell'enciclopedia e per le quali è stato implementato correttamente il template Bio. Pagina aggiornata al 10 ago 2025. |

- 1º dicembre - Amadou Cheiffou, politico nigerino
- 1º dicembre - John Clauser, fisico statunitense
- 1º dicembre - John Crowley, scrittore statunitense
- 1º dicembre - Marcello Diomedi, calciatore italiano († 2021)
- 1º dicembre - Memmo Foresi, cantautore, compositore e produttore discografico italiano († 2016)
- 1º dicembre - Gary Gubner, sollevatore, pesista e discobolo statunitense († 2024)
- 1º dicembre - Thompson Mann, nuotatore statunitense († 2019)
- 1º dicembre - Francis Reusser, regista, sceneggiatore e attore svizzero († 2020)
- 1º dicembre - Giovanni Risatti, vescovo cattolico e missionario italiano († 2003)
- 1º dicembre - Bob Wall, ex hockeista su ghiaccio canadese
- 2 dicembre - Antonio Acri, politico italiano († 2009)
- 2 dicembre - Isa Ferraguti, politica italiana
- 2 dicembre - Vicente López Carril, ciclista su strada spagnolo († 1980)
- 2 dicembre - Primo Martinelli, ex bobbista italiano
- 2 dicembre - Giorgio Martino, giornalista e telecronista sportivo italiano
- 2 dicembre - Francisque Ravony, politico malgascio († 2003)
- 3 dicembre - Giuliana Albisetti Rotondi, arpista italiana († 1995)
- 3 dicembre - Rita Engelmann, attrice, doppiatrice e conduttrice radiofonica tedesca († 2021)
- 3 dicembre - Mike Gibson, ex rugbista a 15 britannico
- 3 dicembre - Ken Lewis, cantante, paroliere e produttore discografico britannico († 2015)
- 3 dicembre - Peter Mafany Musonge, politico camerunese
- 3 dicembre - Pedro Rocha, calciatore e allenatore di calcio uruguaiano († 2013)
- 3 dicembre - Michel Rubini, compositore, arrangiatore e direttore d'orchestra statunitense
- 3 dicembre - Alice Schwarzer, scrittrice e giornalista tedesca
- 3 dicembre - Robert Hargan Storey, bobbista e dirigente sportivo canadese
- 4 dicembre - Piero Bernacchi, annunciatore televisivo e giornalista italiano
- 4 dicembre - Gemma Jones, attrice britannica
- 4 dicembre - Jesús Martínez Jayo, ex calciatore e allenatore di calcio spagnolo
- 5 dicembre - Salvatore Bonadonna, sindacalista e politico italiano
- 5 dicembre - Josef Kiefer, ex calciatore e allenatore di calcio tedesco
- 5 dicembre - Annick Level, ex schermitrice francese
- 5 dicembre - Jean-Pierre Mazery, economista francese
- 5 dicembre - Hezahiah Nyamau, ex velocista keniota
- 5 dicembre - Daniel Revenu, schermidore francese († 2024)
- 5 dicembre - Klaus Sammer, ex calciatore e allenatore di calcio tedesco orientale
- 5 dicembre - Michael Townley, criminale, collaboratore di giustizia e ex agente segreto statunitense
- 6 dicembre - Raimondo Cagiano de Azevedo, statistico e economista italiano († 2025)
- 6 dicembre - Paul De Rolf, attore e ballerino statunitense († 2017)
- 6 dicembre - Gianni Farè, compositore, paroliere e cantautore italiano († 2020)
- 6 dicembre - Peter Handke, scrittore, drammaturgo e saggista austriaco
- 6 dicembre - Mike Hessel, ex slittinista statunitense
- 6 dicembre - Rubén Marcos, calciatore cileno († 2006)
- 6 dicembre - Roberto Ranzani, dirigente sportivo e calciatore italiano († 2016)
- 6 dicembre - Herbjørg Wassmo, scrittrice norvegese
- 7 dicembre - Anna Maria Bietti Sestieri, archeologa italiana († 2023)
- 7 dicembre - Harry Chapin, cantautore statunitense († 1981)
- 7 dicembre - Pier Luigi Galli, calciatore italiano († 2018)
- 7 dicembre - Ikuro Ishigure, giocatore di go giapponese
- 7 dicembre - Richard McCoy, criminale e militare statunitense († 1974)
- 7 dicembre - Maria Concetta Micheli, aviatrice italiana
- 7 dicembre - Lasse Oksanen, ex hockeista su ghiaccio e allenatore di hockey su ghiaccio finlandese
- 7 dicembre - Miguel Atienza, criminale spagnolo († 1967)
- 7 dicembre - Gogó Rojo, attrice argentina († 2021)
- 7 dicembre - Bill Stewart, attore britannico († 2006)
- 7 dicembre - Abel Vieytez, calciatore argentino († 2016)
- 8 dicembre - Toots Hibbert, cantautore e chitarrista giamaicano († 2020)
- 8 dicembre - Bob Love, cestista statunitense († 2024)
- 8 dicembre - Judith McHale, nuotatrice canadese († 1995)
- 8 dicembre - Bill Polian, dirigente sportivo statunitense
- 8 dicembre - Mario Savio, attivista statunitense († 1996)
- 8 dicembre - Richard Sutch, economista e storico statunitense († 2019)
- 8 dicembre - Alan Tyrer, calciatore inglese († 2008)
- 9 dicembre - Billy Bremner, calciatore e allenatore di calcio scozzese († 1997)
- 9 dicembre - Dick Butkus, giocatore di football americano statunitense († 2023)
- 9 dicembre - Fabio Massimo Cantini, compositore e musicista italiano
- 9 dicembre - Adriana Ceci, politica italiana
- 9 dicembre - Bernhard Christ, avvocato, notaio e politico svizzero
- 9 dicembre - Angelo Colombo, ex calciatore italiano
- 9 dicembre - Marcos Conigliaro, ex calciatore argentino
- 9 dicembre - Stephan Danailov, politico e attore bulgaro († 2019)
- 9 dicembre - Tito Fernández, cantautore cileno († 2023)
- 9 dicembre - Armando Girotti, filosofo italiano
- 9 dicembre - Arnaldo La Barbera, poliziotto, dirigente pubblico e prefetto italiano († 2002)
- 9 dicembre - Joe McGinniss, saggista e giornalista statunitense († 2014)
- 10 dicembre - Giulio Casati, fisico italiano
- 10 dicembre - Errol Charles, politico santaluciano
- 10 dicembre - Daniela Nobili, attrice, doppiatrice e direttrice del doppiaggio italiana
- 10 dicembre - Aritatsu Ogi, ex calciatore giapponese
- 10 dicembre - Catherine Share, criminale statunitense
- 10 dicembre - Klaus Ulonska, velocista e dirigente sportivo tedesco († 2015)
- 11 dicembre - Alf Arrowsmith, calciatore inglese († 2005)
- 11 dicembre - Guðrún Bjarnadóttir, modella islandese
- 11 dicembre - Richard Dinnis, allenatore di calcio inglese
- 11 dicembre - Karen Hantze Susman, ex tennista statunitense
- 11 dicembre - Willi Lesch, ex sciatore alpino e allenatore di sci alpino tedesco
- 11 dicembre - Paolo Manca, ex politico italiano
- 11 dicembre - Fabio Mini, militare e saggista italiano
- 11 dicembre - Frank Schöbel, cantante, compositore e paroliere tedesco
- 11 dicembre - Ananda Shankar, cantautore e musicista indiano († 1999)
- 12 dicembre - John Casablancas, imprenditore e dirigente d'azienda statunitense († 2013)
- 12 dicembre - Gérard Filippelli, cantante, chitarrista e attore francese († 2021)
- 12 dicembre - Fatma Girik, attrice e politica turca († 2022)
- 12 dicembre - Mĩcere Gĩthae Mũgo, drammaturga e scrittrice keniana († 2023)
- 12 dicembre - Anita Hentschel, discobola tedesca († 2019)
- 12 dicembre - Morag Hood, attrice scozzese († 2002)
- 12 dicembre - Wolf D. Prix, architetto austriaco
- 12 dicembre - Miguel Ramos Vargas, calciatore spagnolo († 2002)
- 12 dicembre - Bettina Scholl-Sabbatini, scultrice, pittrice e ceramista lussemburghese
- 13 dicembre - Howard Brenton, drammaturgo e sceneggiatore britannico
- 13 dicembre - Maria Cristina Carlini, artista e scultrice italiana
- 13 dicembre - Anna Eshoo, politica statunitense
- 13 dicembre - Ferguson Jenkins, ex giocatore di baseball canadese
- 14 dicembre - Bui Tuong Phong, informatico vietnamita († 1975)
- 14 dicembre - Corrado Corradi, ex calciatore italiano
- 14 dicembre - Juan Diego, attore spagnolo († 2022)
- 14 dicembre - Iuliu Falb, schermidore rumeno († 2009)
- 14 dicembre - Jennifer Hilary, attrice cinematografica e attrice teatrale britannica († 2008)
- 14 dicembre - Marianne Jahn, sciatrice alpina austriaca († 2025)
- 14 dicembre - Benny Lennartsson, allenatore di calcio e ex calciatore svedese
- 14 dicembre - Ennio Marzocchini, regista televisivo, regista cinematografico e scrittore italiano († 2011)
- 14 dicembre - Jean-Claude Poirier, fumettista francese († 1980)
- 14 dicembre - Dick Wagner, chitarrista e cantante statunitense († 2014)
- 15 dicembre - Kathleen Blanco, politica statunitense († 2019)
- 15 dicembre - Ken Bowman, giocatore di football americano e allenatore di football americano statunitense († 2023)
- 15 dicembre - Driss Bamous, calciatore, dirigente sportivo e militare marocchino († 2015)
- 15 dicembre - Rolando García, ex calciatore cileno
- 15 dicembre - Bruno Gioia, ex calciatore italiano
- 15 dicembre - Brian Hill, ex calciatore inglese
- 15 dicembre - John Phillips, politico, diplomatico e avvocato statunitense
- 15 dicembre - Lorenzo Piretto, arcivescovo cattolico e giornalista italiano
- 15 dicembre - Anton Stres, arcivescovo cattolico sloveno
- 15 dicembre - Mike Summerbee, ex calciatore inglese
- 15 dicembre - Judi West, attrice statunitense
- 16 dicembre - Donald Carcieri, politico statunitense
- 16 dicembre - Maciej Chojnacki, cestista polacco († 2024)
- 16 dicembre - Eugene Robert Glazer, attore statunitense
- 16 dicembre - Isaías Rodríguez, giurista, politico e diplomatico venezuelano († 2025)
- 17 dicembre - Muhammadu Buhari, politico nigeriano († 2025)
- 17 dicembre - Paul Butterfield, armonicista e cantante statunitense († 1987)
- 17 dicembre - Carlos Buttice, calciatore argentino († 2018)
- 17 dicembre - Karl Odermatt, ex calciatore svizzero
- 17 dicembre - Jeffrey Wigand, biochimico statunitense
- 18 dicembre - Franco Ambrogio, politico italiano
- 18 dicembre - Harvey Atkin, doppiatore e attore canadese († 2017)
- 18 dicembre - Cesare Cursi, politico italiano
- 18 dicembre - Giovanni Girgenti, pugile italiano († 2018)
- 18 dicembre - Robert Greenhut, produttore cinematografico statunitense
- 18 dicembre - Giorgio Ladu, politico italiano († 2020)
- 18 dicembre - Maurizio Martolini, arbitro di pallacanestro e dirigente sportivo italiano († 2007)
- 18 dicembre - Carlos Metidieri, ex calciatore brasiliano
- 18 dicembre - Matei Ruhring, cestista e allenatore di pallacanestro rumeno († 2022)
- 18 dicembre - Samuel Stevens Sampene, ex calciatore ghanese
- 18 dicembre - Carlotta Walls LaNier, attivista statunitense
- 19 dicembre - Nikolaj Timofeevič Antoškin, generale e politico russo († 2021)
- 19 dicembre - Cornell Dupree, chitarrista statunitense († 2011)
- 19 dicembre - Roby Ferrante, cantante e compositore italiano († 1966)
- 19 dicembre - Rolf Furuli, linguista, filologo e traduttore norvegese
- 19 dicembre - Heywood Gould, regista e sceneggiatore statunitense
- 19 dicembre - Jean-Patrick Manchette, scrittore, sceneggiatore e critico letterario francese († 1995)
- 19 dicembre - Milan Milutinović, politico e diplomatico serbo († 2023)
- 19 dicembre - Gene Okerlund, personaggio televisivo, conduttore televisivo e disc jockey statunitense († 2019)
- 19 dicembre - Rufus, attore e musicista francese
- 19 dicembre - Bruno Tinti, magistrato, giornalista e editore italiano († 2021)
- 19 dicembre - Mario Zelinotti, cantante italiano († 2013)
- 20 dicembre - Yoshitaka Egawa, cestista giapponese († 2024)
- 20 dicembre - Bob Hayes, velocista e giocatore di football americano statunitense († 2002)
- 20 dicembre - Odd Martinsen, ex fondista norvegese
- 20 dicembre - Héctor Pulido, calciatore messicano († 2022)
- 20 dicembre - Angel Tompkins, attrice statunitense
- 20 dicembre - Jean-Claude Trichet, banchiere e economista francese
- 20 dicembre - Larry Willis, pianista e compositore statunitense († 2019)
- 21 dicembre - Giōrgos Amerikanos, cestista e allenatore di pallacanestro greco († 2013)
- 21 dicembre - Mauro Di Giandomenico, filosofo e storico della scienza italiano
- 21 dicembre - Hu Jintao, politico cinese
- 21 dicembre - Reinhard Mey, cantautore e polistrumentista tedesco
- 21 dicembre - Carla Thomas, musicista statunitense
- 22 dicembre - Yasuyuki Kuwahara, calciatore giapponese († 2017)
- 22 dicembre - Antonio Martino, politico e economista italiano († 2022)
- 22 dicembre - Graham Newton, calciatore inglese († 2019)
- 22 dicembre - Dick Parry, sassofonista britannico
- 22 dicembre - Asghar Sharafi, allenatore di calcio e ex calciatore iraniano
- 22 dicembre - Michael Spindler, informatico tedesco († 2017)
- 22 dicembre - Ramón Torras, pilota motociclistico spagnolo († 1965)
- 23 dicembre - John Benson, calciatore, allenatore di calcio e dirigente sportivo scozzese († 2010)
- 23 dicembre - Quentin Bryce, avvocato e docente australiana
- 23 dicembre - Tillie K. Fowler, politica e avvocato statunitense († 2005)
- 23 dicembre - Guerrino Maculan, cuoco e personaggio televisivo italiano
- 23 dicembre - Dominique Manotti, scrittrice francese
- 23 dicembre - Natale Massara, compositore, direttore d'orchestra e arrangiatore italiano
- 23 dicembre - Rosario Messina, imprenditore italiano († 2011)
- 23 dicembre - Grynet Molvig, attrice e cantante norvegese
- 23 dicembre - Robert Smith Walker, politico statunitense
- 25 dicembre - Souheil Ben-Barka, regista, sceneggiatore e produttore cinematografico marocchino
- 25 dicembre - Françoise Dürr, ex tennista francese
- 25 dicembre - César Fernández, ex cestista paraguaiano
- 25 dicembre - Barry Goldberg, tastierista, cantautore e produttore discografico statunitense († 2025)
- 25 dicembre - Ollie Johnson, ex cestista statunitense
- 25 dicembre - Enrique Morente, cantante spagnolo († 2010)
- 25 dicembre - Freddie Smith, calciatore inglese († 2020)
- 25 dicembre - Eric Stevenson, calciatore scozzese († 2017)
- 25 dicembre - Christl Wöber, ex nuotatrice austriaca
- 26 dicembre - Reuven Abergel, attivista israeliano
- 26 dicembre - Jonathan Barnes, storico della filosofia inglese
- 26 dicembre - Fabrizio Carbone, giornalista e scrittore italiano
- 26 dicembre - Marco Vinicio Cerezo Arévalo, politico guatemalteco
- 26 dicembre - Carlos Chan, imprenditore e diplomatico filippino
- 26 dicembre - Gray Davis, politico e avvocato statunitense
- 26 dicembre - Jan Halvarsson, fondista svedese († 2020)
- 26 dicembre - Antonio Juliano, calciatore e dirigente sportivo italiano († 2023)
- 26 dicembre - Joseph Nguyễn Văn Yến, vescovo cattolico vietnamita
- 26 dicembre - Rob de Nijs, cantante olandese († 2025)
- 27 dicembre - Gilbert Bellone, ex ciclista su strada francese
- 27 dicembre - Charmian Carr, attrice statunitense († 2016)
- 27 dicembre - Antonio Cisneros, poeta peruviano († 2012)
- 27 dicembre - Mike Dabich, ex cestista statunitense
- 27 dicembre - Raffaella De Carolis, modella italiana († 2022)
- 27 dicembre - Bertrand Fourcade, rugbista a 15, allenatore di rugby a 15 e dirigente sportivo francese († 2024)
- 27 dicembre - Ron Jacobs, allenatore di pallacanestro statunitense († 2015)
- 27 dicembre - William J. Kaufmann III, astronomo e saggista statunitense († 1994)
- 27 dicembre - Thomas Menino, politico statunitense († 2014)
- 27 dicembre - Ron Rothstein, ex cestista e allenatore di pallacanestro statunitense
- 27 dicembre - Claus Schiprowski, ex astista tedesco
- 27 dicembre - Annette Tison, architetta e scrittrice francese († 2010)
- 28 dicembre - Eleanor Arnason, scrittrice statunitense
- 28 dicembre - James Benning, regista statunitense
- 28 dicembre - Attilio Celant, economista e geografo italiano
- 28 dicembre - Allan Harris, allenatore di calcio e calciatore inglese († 2017)
- 28 dicembre - Arild Hetleøen, calciatore norvegese († 2023)
- 28 dicembre - Julià de Jòdar, scrittore spagnolo
- 28 dicembre - Neil Leifer, fotografo statunitense
- 28 dicembre - Emanuele Samek Lodovici, filosofo italiano († 1981)
- 28 dicembre - Victor Scheinman, ingegnere e imprenditore statunitense († 2016)
- 28 dicembre - Roger Swerts, ex ciclista su strada e pistard belga
- 28 dicembre - Aníbal Torres, politico, avvocato e giurista peruviano
- 29 dicembre - Mario Cantarelli, allenatore di calcio e ex calciatore italiano
- 29 dicembre - Jack Keller, giocatore di poker statunitense († 2003)
- 29 dicembre - Rajesh Khanna, attore e politico indiano († 2012)
- 29 dicembre - Cesare Mirabelli, giurista italiano
- 29 dicembre - Óscar Rodríguez Maradiaga, cardinale e arcivescovo cattolico honduregno
- 30 dicembre - Jean-Claude Barclay, ex tennista francese
- 30 dicembre - Vladimir Konstantinovič Bukovskij, scrittore e attivista sovietico († 2019)
- 30 dicembre - Guy Edwards, ex pilota automobilistico britannico
- 30 dicembre - John E. Herlitz, designer statunitense († 2008)
- 30 dicembre - Jim Nance, giocatore di football americano statunitense († 1990)
- 30 dicembre - Michael Nesmith, cantautore e produttore cinematografico statunitense († 2021)
- 30 dicembre - Janko Prunk, storico e politico sloveno
- 30 dicembre - Robert Quine, chitarrista statunitense († 2004)
- 30 dicembre - Aníbal Ruiz, allenatore di calcio uruguaiano († 2017)
- 30 dicembre - Toomas Savi, politico estone
- 30 dicembre - Fred Ward, attore statunitense († 2022)
- 31 dicembre - Hervé Hasquin, storico, saggista e politico belga
- 31 dicembre - Gabriele Lolli, matematico e logico italiano († 2025)
- 31 dicembre - Remo Prandini, presbitero e missionario italiano († 1986)
- 31 dicembre - Andy Summers, chitarrista e compositore britannico